# 岩本圭伸
岩本 圭伸（いわもと けいしん、2003年1月8日 - ）は、ジャパンラグビーリーグワンのマツダスカイアクティブズ広島に所属しているラグビーユニオン選手。

## 経歴
常翔学園高等学校（大阪府大阪市）では、花園（全国高等学校ラグビーフットボール大会）に、高1・高2の時には控えで出場。高3では先発フランカーで出場した。
2021年、近畿大学に進学。2年次から常に先発フランカーとして公式戦に出場した。4年次には大学選手権にも進んだ。
2025年4月10日、ジャパンラグビーリーグワンのマツダスカイアクティブズ広島への加入を発表した。